# Марк Атілій Регул (претор 213 року до н. е.)
Марк Аті́лій Регу́л (лат. Marcus Atilius Regulus; III століття до н. е.) — політичний і державний діяч Римської республіки, претор 213 року до н. е.

## Біографія
Походив з плебейського роду Атіліїв, гілки Регулів. Син Марка Атілія Регула, консула 227 року до н. е.
Марка Атілія було обрано міським претором у 213 році до н. е. разом із Публієм Семпронієм Тудітаном, Фульвієм Центумалом і Марком Емілієм Лепідом. У 212 році до н. е. передав претору Публію Корнелію Суллі два пророцтва, які пророкували йому командування проведенням щорічного свята на честь Аполлона. Через це сенат доручив децемвірам провести експертизу цього в Сивілиних книгах.
У 211 році до н. е. в Другій Пунічній війні на заключних етапах облоги Капуї Марк Атілій, як легат, атакував карфагенян з іншими преторами. Римські війська зуміли вбити карфагенських слонів та нанести війську противника значних втрат — близько 8 тисяч карфагенян було вбито. Ганнібал був змушений відступити.
У 210 році до н. е. Марка Атілія сенат відправив послом разом з Манієм Ацілієм до Птолемея IV і Клеопатра, щоб відновити їхню дружбу з римським народом. Два посли привезли подарунки від Птолемея — тогу, фіолетову туніку і курульний стілець зі слонової кістки. Клеопатра подарувала багато вишитий халат з багряницею.
Надалі відомостей про Марка Атілія не збереглося.